# Boccardia otakouica
Boccardia otakouica är en ringmaskart som beskrevs av Rainer 1973. Boccardia otakouica ingår i släktet Boccardia och familjen Spionidae.
Artens utbredningsområde är havet kring Nya Zeeland. Inga underarter finns listade i Catalogue of Life.